# Banská Štiavnica
Banská Štiavnica és una ciutat al centre d'Eslovàquia a la regió de Banská Bystrica, al centre d'una immensa caldera creada pel col·lapse d'un antic volcà. Per la seva mida, la caldera es coneix com a muntanya de Stiavnica. Banska Stiavnica té una població de més de 10.000 habitants.
És una ciutat medieval força conservada, antic comtat hongarès de Hont, en la línia de ferrocarril hongaresa Esztergom-Breznitz-Banská, 570 m. s.n.m. A causa del seu valor històric, la ciutat i els seus voltants van ser nomenats per la UNESCO per a ser Patrimoni de la Humanitat a l'11 de desembre de 1993.
La ciutat en si, es compon dels barris muntanyosos d'Hodritsch, Schüttrisberg, Steplitzhof, Oberfuchslos i Windschacht, i la vila de Belabánya, incorporada a Banská Štiavnica el 1868. Té tres esglésies catòliques, un Santuari (Mont Calvari), construït el 1744 en un turó basàltic, lloc de peregrinació, amb belles vistes panoràmiques; dos convents i un temple evangèlic. Entre els edificis més notables hi figuren l'antic castell i el nou castell, l'edifici de la direcció de Mines, l'Acadèmia de Silvicultura, el laboratori, etc.
Les pipes de fumar dargila de Banská Štiavnica durant molts anys van constituir un important article de comerç de la població. Aquesta conta entre els seus instituts d'ensenyança, a més de l'Acadèmia de Mineria i Silvicultura, fundats el 1760 per Maria Teresa I, amb un gimnàs dirigit pels Escolapis, un Liceu evangèlic i una Escola Normal.
Els principals productes de l'explotació minera del seu voltant són or, plata, plom i coure. Dues terceres parts del districte miner pertanyen a l'Estat; l'altra és propietat particular, pertanyent a la principalitat de la vila i a una companyia particular. Banská Štiavnica és la ciutat minera més antiga d'Hongria, datant aquesta riquesa de l'època romana.

## Història
En el segle xiii fou elevada pel rei Béla IV a la categoria de ciutat lliure i poblada per colonitzadors flamencs i holandesos. En els segles XV i XVI els tallers de beneficiació de mineral foren cedits en arrendament als Fugger; però a finals del segle xvi la ciutat a causa de la Contrareforma, s'eslovaquitzà intensament, sent foragitats d'aquesta els alemanys, fins que el 1848 va prevaldre l'element magiar. Als voltants de la població hi ha els balnearis de Szkleno i Vihnye, molt freqüentats.

## Demografia
| Godina             | 1994   | 2004   | 2014   | 2024   |
| ------------------ | ------ | ------ | ------ | ------ |
| Nombre de persones | 10.582 | 10.814 | 10.191 | 9293   |
| Diferència         |        | +2,19% | −5,76% | −8,81% |

| Godina             | 2023 | 2024   |
| ------------------ | ---- | ------ |
| Nombre de persones | 9339 | 9293   |
| Diferència         |      | −0,49% |